# EES Koridalos
EES Koridalos (gr. Εκπολιτιστικός Επιμορφωτικός Σύλλογος Κορυδαλλού, Ekpolitistikos Epimorfotikos Syllogos Korydallu) – grecki klub szachowy z siedzibą w Koridalos, mistrz kraju z 1998 roku.

## Historia
Klub został założony w 1974 roku. W 1998 roku zdobył mistrzostwo Grecji. W latach 2000–2001 i 2005 zespół zajął czwarte miejsce w lidze. W 2011 roku szachiści klubu zajęli trzecie miejsce w Alpha Ethniki. W 2013 roku klub nie przystąpił do rywalizacji w najwyższej lidze greckiej.
Zawodnikami klubu byli m.in. Rafał Antoniewski, Karen Asrian, Aleksiej Driejew, Micheil Mczedliszwili, Siergiej Mowsesjan, Markus Ragger, Sanan Siugirow, Bettina Trabert i Anatolij Wajser.